# 吉川務
吉川 務（きっかわ つとむ、1834年（天保5年6月）- 1899年（明治32年）3月8日）は、幕末の岩国藩士、明治期の公吏・政治家。衆議院議員。諱・資謹、資元。号・芙容、別名・士深。

## 経歴
周防国玖珂郡、のちの山口県玖珂郡愛宕村（現岩国市）で、長州藩岩国領（岩国藩）主・吉川家の支族の家に生まれた。玉乃世履に師事し陽明学を修め、撃剣を修行した。その後、洋学、西洋兵学を修めた。
銃卒長、大目付、軍監を歴任。日新隊参謀となり鳥羽・伏見の戦いに従軍した。その後、公用人、用人役、岩国藩内務署番長・公儀人、由宇村代官、少参事を務めた。廃藩置県後、岩国県大属となり、山口県権典事を務めて退官した。1872年11月（明治5年10月）岩国学区取締に就任。旧藩主吉川経健が東京に移り、その家扶を1874年（明治7年）から1888年（明治21年）まで務めた。
1890年（明治23年）7月、第1回衆議院議員総選挙（山口県第5区、無所属）で当選し、衆議院議員に1期在任した。